# Continos (hombres de armas)
La capitanía o compañía de continos hombres de armas fue creada durante el reinado de los Reyes Católicos.
Algunos historiadores interpretan que se trataba de una guardia real, pero aparece normalmente contabilizada en las listas de las Guardias de Castilla y no en la Casa Real, como sí aparecía la guardia española de a pie y de a caballo. Amén de esto, la compañía realizaría servicios, como en 1580 durante la conquista de Portugal, alejados de la persona del rey.
Aun así, el término "continos de las guardas reales" aparece ya en 1492, y de nuevo se repite en documentos relativos a Álvaro de Luna y Ayala, donde aparece con el título de "capitán de los continuos hombres de armas que residen en nuestra corte".
Eran conocidos como los "cien continos hijosdalgos de las guardas de Castilla", lo que denotaba: hidalguía de sus miembros, que estaban integrados en las Guardias de Castilla, y que su número era de cien soldados, a diferencia de otras compañías de las Guardias, que fueron de efectivos teóricos variables, 100, 80 o 40.

## Desambiguación
No deben confundirse estos continos hombres de armas, con otros continos de la Casa Real, que tendrían diferentes cometidos civiles o cortesanos. El término contino es sinónimo de continuo, denotando una vinculación de continuidad entre el empleado y su empleador, el monarca.

el rey tomó por su page á Don Alvaro de Luna, é como quiera que el Rey era muy niño, veyendo la graciosidad é gentileza, é mucha desenvoltura de Don Alvaro de Luna, pagábase de su servicio más que de otro ninguno, é placíale mas, é queríalo siempre de contino tener cerca de sí
Crónica de don Álvaro de Luna, condestable de los reinos de Castilla y León

## Comandantes
Después del primer capitán, Alonso de Fonseca, varios miembros de la Casa de Fuentidueña, se sucedieron al frente de los continos. Esta continuidad casi dinástica en el gobierno de los continos no era atípica en los ejércitos de la corona española, reconociéndose en algunas ordenanzas la preferencia por familiares en la provisión de plazas, especificándose incluso el caso de yernos o esposos de nietas.
1. Alonso de Fonseca (1492-1500).
2. Álvaro de Luna y Ayala (1500-1519), II señor de Fuentidueña, fue comendador de la orden de Santiago y alcaide de Guadix. Le sucedió su hijo segundogénito.
3. Álvaro de Luna y Bobadilla (1519-1547), V señor de Fuentidueña, primer castellano español del Castillo de Milán y Gobernador del Milanesado. Le sucedió su hijo primogénito.
4. Antonio de Luna y Valois (1547-1568), VI señor de Fuentidueña. Le sucedió su hijo primogénito.
5. Álvaro de Luna y Sarmiento (1568-1581), caballero de la Orden de Santiago. Le sucedió su hijo primogénito.
6. Antonio de Luna y Enríquez de Almansa (1581-1605), VII señor de Fuentidueña. Le sucedió su tío materno debido a que su única heredera era una mujer, Ana de Luna y Mendoza.
7. Francisco Enríquez de Almansa y Manrique (1605-1617), I Marques de Valderrábano.

A pesar de la disolución de la compañía, lo sucesivos condes de Fuentidueña siguieron titulándose como "Capitán principal de la Compañía de los Cien Continuos Hijosdalgos de Castilla" durante mucho tiempo.

## Historia
En 1492, los Reyes Católicos crearon la capitanía o compañía de continos hombres de armas. Si bien en reinados anteriores se designó como continos a tropas de caballería, la bibliografía moderna ha distinguido la compañía de continos creada durante el reinado de los Reyes Católicos de aquellas tropas de los reinados de Enrique IV de Castilla y otros monarcas.
En 1512, los continos capitaneados por Álvaro de Luna y Ayala, II señor de Fuentidueña, participaron en la Conquista de Navarra.
En 1521, los continos capitaneados por Álvaro de Luna y Bobadilla, V señor de Fuentidueña, participaron en la Batalla de Noáin, la única gran batalla campal que tuvo lugar durante la conquista de Navarra por parte de Castilla y Aragón. En ella se enfrentaron las tropas del ejército navarro que habían reconquistado Navarra, al ejército castellano donde estaban encuadrados los continos..
En 1525, se produjo una reforma de las Guardias de Castilla, reduciéndose el número de tropa total en un 43%, sin embargo, la compañía de continos permaneció intacta, quedando su número fijado en 100 hombres de armas, mientras que el resto de capitanías, de hombres de armas o jinetes, vieron reducido su número a 40.
En 1562 se propuso reformar los continos, creando cuatro compañías, pero dicha propuesta no fue aceptada por las cortes de Castilla en 1563 por el coste económico que suponía.
En 1580, los continos, capitaneados por  Álvaro de Luna y Sarmiento, participaron en la Conquista de Portugal, destacando notablemente en la Batalla de Alcántara.
En 1617, se crea una junta de reforma de las Guardias de Castilla, en la cual se identifica la compañía de los continos como de "ninguna utilidad", por lo que se procede a su disolución.

## Militares destacados
Se asume que el poeta y soldado Garcilaso de la Vega fue un contino hombre de armas, antes de adquirir mayores responsabilidades en el ejército.